# 扎卡塔雷
41°38′01″N 46°38′36″E / 41.63361°N 46.64333°E

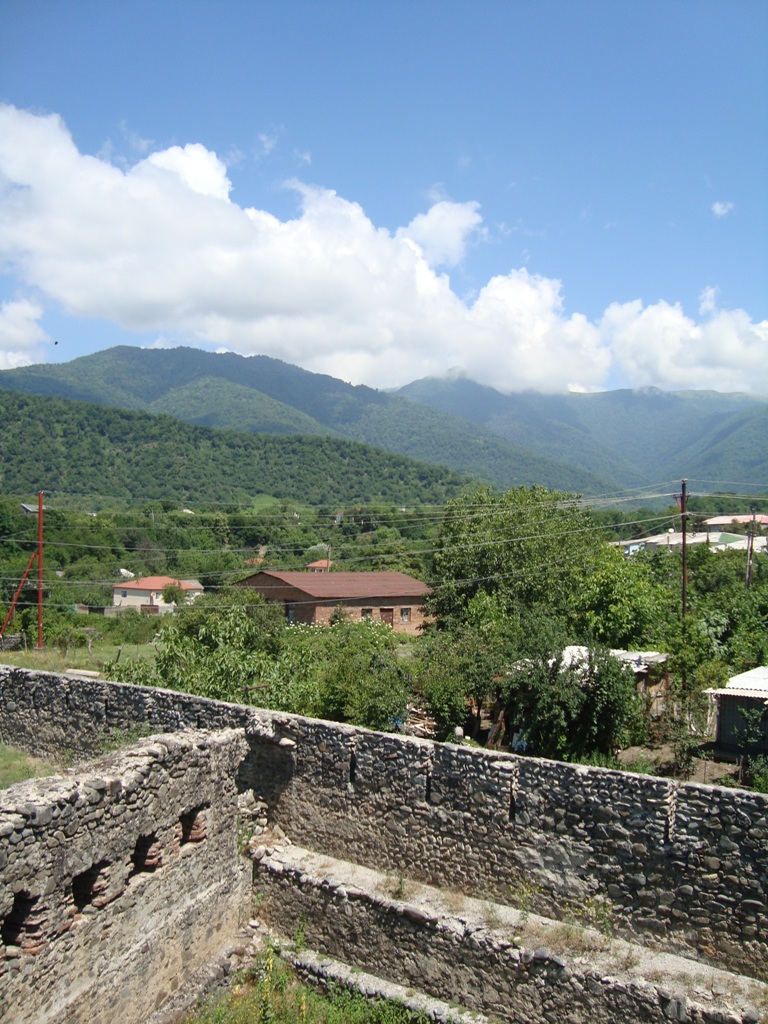
扎卡塔雷

扎卡塔雷是阿塞拜疆的城鎮，也是扎卡塔雷區的首府，位於該國北部，海拔高度518米，每年平均降雨量860毫米，鎮上有建於1830年代的城堡遺址，2010年人口約31,300。